# CCTV-1
CCTV-1  é o principal canal da CCTV, a principal rede de televisão terrestre da República Popular da China . Ela transmite uma série de programas da sede da China Media Group na East 3rd Ring Road, em Pequim, e está disponível em tv a cabo e sinal terrestre. O sinal terrestre da CCTV-1 é gratuito na China. No entanto, devido a restrições de direitos autorais, o sinal de satélite da CCTV-1 é criptografado e os cartões inteligentes são necessários para descriptografia.

## História
Inicialmente denominada Televisão de Pequim, a CCTV-1 foi lançada experimentalmente no dia 2 de maio de 1958 e transmitida oficialmente regularmente por 4 horas e 30 minutos por dia, com início em 2 de setembro de 1958. A televisão de Pequim recebeu uma licença de transmissão televisiva terrestre no ar nos anos 60. Começou a transmitir experimentalmente em cores em 1971 e, posteriormente, foi lançada por transmissões via satélite em 1972 para grandes eventos. Os primeiros programas em cores foram PAL-D / K, e a transmissão em cores em tempo integral começou em 1977. 
No dia 1 de maio de 1978, a Televisão de Pequim foi renomeada para China Central Television (CCTV) com a aprovação do Comitê Central do Partido Comunista da China. A CCTV iniciou as transmissões domésticas por satélite em 1984 usando o satélite Song Dang Hong 2. Em 1988, começou a transmissão estéreo em todos os canais de televisão. Em 1994, mudou a transmissão do satélite da Chinasat-3 para o Chinasat-4, satélite com nível de qualidade, e ativou o sinal digital em 2002. A CCTV-1 começou a transmitir 24 horas por dia no dia 1 de outubro de 2004 e começou a transmitir em alta definição em 28 de setembro de 2009. Em 1 de março de 2011, a Asia Television (ATV) de Hong Kong começou a retransmitir a CCTV-1 em vez de transmitir a co-irmã CCTV-4, uma estação terrestre digital gratuita no ar, com sede em Hong Kong, que geralmente é sintonizada para 15 na banda UHF. Em 29 de maio de 2017, a Radio Television Hong Kong (RTHK) começou a retransmitir a CCTV-1 em vez do CGTN Documentary, uma estação terrestre digital gratuita e aberta, baseada em Hong Kong, que geralmente é sintonizada em 33 na televisão de alta definição.

## Ligações externos
- CCTV-1